# Spårbuss
Ej samma sak som rälsbuss eller stombuss.

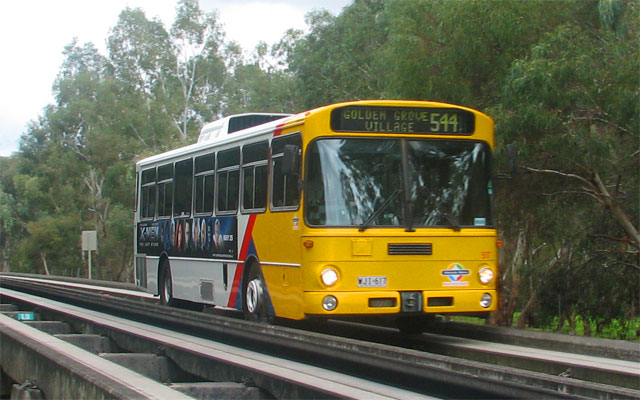
Spårbuss på O-Bahn Busway i Adelaide

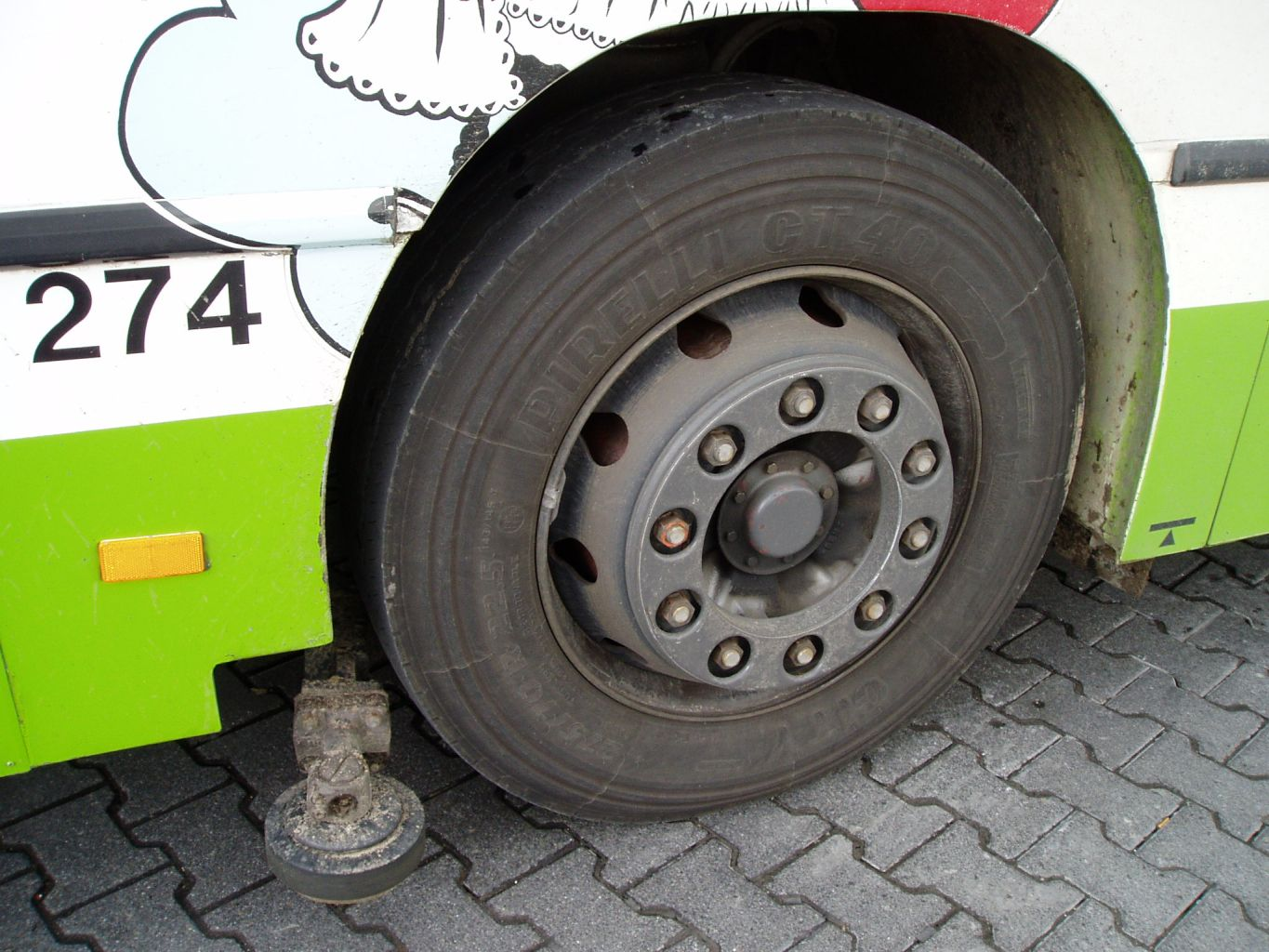
Hjulen på en spårbuss i Mannheim, Tyskland

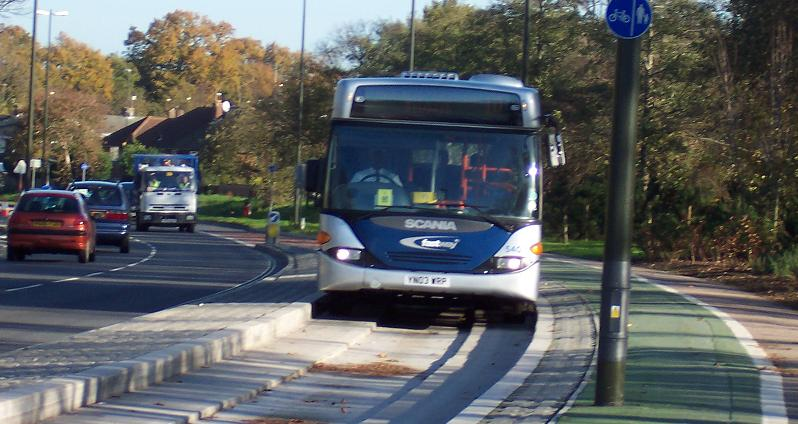
Spårbuss på Southgate Avenue, Crawley, Storbritannien

En spårbuss eller guidad buss är en buss med gummihjul som ändå kan styras av spår. 
De kan ha med horisontella fjädrande stödhjul för styrning i en bana med uppstående kanter, till exempel som i Mexico City, betongspår som styr bussen. De kan ändå gå som vanlig buss på gator och vägar utan spår. När bussen befinner sig på spåret behöver föraren inte hålla i ratten.
Spårbussen kombinerar bussens flexibilitet med spårvagnens mindre krav på utrymme. De är dock dyrare utan att ge stora fördelar. I vissa fall används elektrisk drivning av bussarna, via kontaktledning och via stålhjulen. Detta innebär att spårbussen i praktiken blir en spårvagn på gummihjul och förlorar en konventionell buss frihet att gå på alla gator.
Spårbuss finns i första hand i Storbritannien, ett land där det finns särskilda restriktioner på bussars längd inne i städerna, vilket inte behöver gälla spårbussar. 
I Paris metro går på vissa linjer liknande fordon, med gummihjul och horisontella stödhjul, kopplade till långa elektriska tunnelbanetåg. Det har fördelen med mindre buller, snabbare acceleration och bromsning och färre järnpartiklar i luften. Denna teknik liknar VAL-tekniken.